# Академска улица (Земун)
| АКАДЕМСКА · улица      | АКАДЕМСКА · улица        |
| ---------------------- | ------------------------ |
|                        |                          |
| Општина                | [[Општина Земун\|Земун]] |
| Дужина                 | 175 m                    |
| Ширина                 | 5 m                      |
|                        |                          |
|                        |                          |
| Академска улица, Земун |                          |

Академска улица налази се у Земуну, Београд.

## Траса улице
Простире се од Штросмајерове улице до улице Авијатичарски трг, у дужини од око 175 метара.

## Име улице
Улица је до 1995. године носила име народног хероја Другог светског рата - Веселина Маслеше.
Улица је мирна, једносмерног саобраћаја, са дрворедом, и са стамбеним објектима од једног до три спрата. У улици је, својим бочним делом и Зграда Команде ваздухопловства која се простире дуж целе леве стране улице. 

## Саобраћај
Академском улицом не пролазе возила градског превоза, али се везе са осталим деловима града остварују линијама ГСП−а које пролазе Главном улицом и улицом Николаја Островског (17, 45, 73, 82, 83, 84, 88, 610, 611).